# Diadectomorfs
Els diadectomorfs (Diadectomorpha) són un clade de tetràpodes extints que visqueren des del Carbonífer superior al Permià inferior en el continent de Lauràsia, molt propers als ancestres dels amniotes. Tenien aspecte de rèptil i gran grandària; hi havia espècies carnívores d'uns 2 metres de longitud, i espècies herbívores que aconseguien els 3 m; alguns eren semiaquàtics i altres completament terrestres.
Els diadectomorfs semblen haver evolucionat durant el Mississippià superior, encara que no es van fer abundants fins al Pennsilvània superior i el Permià inferior.